# Королева-воин
«Королева-воин» (англ. The Woman King) — американский исторический приключенческий боевик 2022 года с Виолой Дэвис и Тусо Мбеду в главных ролях. Получил противоречивые отзывы критиков.

## Сюжет
Действие фильма происходит в 1820-х годах в западноафриканском королевстве Дагомея. Центральные персонажи — воительницы-ахоси из отряда придворной женской гвардии мино, которые воюют с белыми колонизаторами и враждебными соседями, народом йоруба. Приняв в свой отряд сбежавшую от приёмного отца девушку Нави, предводительница гвардии Наниска случайно узнаёт, что это её дочь, рождённая от работорговца. Она побеждает врагов, и король Гезо объявляет её своей соправительницей. В финале Наниска признаёт Нави своей дочерью.

## В ролях
- Виола Дэвис — генерал Наниска
- Тусо Мбеду — Нави
- Лашана Линч — Изоги
- Шейла Атим — Аменза
- Эдриэнн Уоррен — Ода
- Джейми Лоусон — Шанте
- Джон Бойега — король Гезо
- Масали Бадуза — Фумбе
- Анжелика Киджо — Менон
- Зозибини Тунци — Эфи
- Хиро Файнс Тиффин — Санто Ферейра
- Джордан Болджер — Малик

## Создание и оценки
Фильм был анонсирован в марте 2018 года. Режиссёром стала Джина Принс-Байтвуд, она же написала сценарий совместно с Дэной Стивенс. Проект получил «зелёный свет» в 2020 году с бюджетом 50 млн долларов. Съёмки начались в Южной Африке в ноябре 2021 года и проходили пять месяцев.
Премьера состоялась на кинофестивале в Торонто 9 сентября 2022 года. 16 сентября «Королева-воин» вышла в театральный прокат, 16 февраля 2023 года она появилась на Netflix.
На сайте-агрегаторе отзывов Rotten Tomatoes фильм получил рейтинг 94 % при средней оценке 7,8/10, на сайте Metacritic — 76 баллов из 100. Ловия Гьяркье из The Hollywood Reporter охарактеризовала «Королеву-воина» как «„Храброе сердце“ с чернокожими женщинами». Роберт Дэниелс из RogerEbert.com тоже поставил картину в один ряд с «Храбрым сердцем», отметив в своей рецензии масштабность повествования и вызываемый этим «благоговейный трепет». Джейми Броднакс из Black Girl Nerds назвала игру Виолы Дэвис в «Королеве-воине» лучшей в её карьере. Работу актрисы высоко оценили Мартин Цай из The Wrap, Крис Бамбрей из JoBlo. Несколько критиков отметили игру Тусо Мбеду.
Зрители из Бенина, на территории которого происходит действие фильма, оценили его неоднозначно: звучали мнения об исторических ошибках и вольностях, о неверном показе бенинской культуры (в ряде случаев использованы южноафриканские танцы и песни). С другой стороны, приветствовался сам факт использования бенинского сюжета в дорогом голливудском проекте. Историк Джеймс Свит критически оценил «Королеву-воина»: по его словам, в фильме происходит «замалчивание факта существования африканских империй работорговцев во имя политического единства», которое «живо напоминает попытки правых консерваторов стереть тему рабства из школьной программы в США, тоже во имя единства».